# Anthaxia prasina
Anthaxia prasina är en skalbaggsart som beskrevs av Horn 1882. Anthaxia prasina ingår i släktet Anthaxia och familjen praktbaggar. Inga underarter finns listade i Catalogue of Life.